# Ordre de Bataille dywizji piechoty PSZ w ZSRR w 1941
Ordre de Bataille dywizji piechoty PSZ w ZSRR – organizacja dywizji piechoty Polskich Sił Zbrojnych w ZSRR w latach 1941-1942.
Armia Polska w ZSRR składała się sześciu dywizji piechoty. Pierwsze trzy dywizje (5, 6 i 7 DP) formowane były według etatów dywizji strzeleckiej Armii Czerwonej. Pozostałe dywizje (8, 9 i 10 DP) formowano w oparciu o etaty brytyjskie. Na początku 1942 zdecydowano o formowaniu 7 DP według etatów brytyjskich.
6 września 1941 dowódca armii, gen. dyw. Władysław Anders wydał wytyczne organizacyjne dla 5 i 6 DP oraz Ośrodka Zapasowego Armii.
Poniżej przedstawiono strukturę organizacyjną sowieckiej dywizji strzeleckiej.

## Struktura organizacyjna
- Dowództwo
- Sztab
- 3 pułki piechoty
- pułk artylerii
- dywizjon kawalerii a. 2 szwadrony i pluton ckm
- dywizjon artylerii przeciwlotniczej a. bateria armat 37 mm (6 działonów) i bateria armat 76,2 mm (4 działony)
- baon łączności a. kompania sztabowa i 2 kompanie łączności kablowej
- baon saperów a. 3 kompanie
- baon sanitarny
- zmotoryzowana kompania rozpoznawcza a. 3 plutony
- kolumna samochodowa (9 ofic. + 109 pofic. i szer.)
- pluton miotaczy ognia (1 ofic. + 37 pofic. i szer.)
- polowa piekarnia chleba (2 ofic. + 157 pofic. i szer.)
- obora bydła

### Organizacja pułku piechoty
- Dowództwo
- pluton sztabowy
- 3 baony piechoty
- bateria armat przeciwpancernych 45 mm
- bateria dział piechoty 76,2 mm
- kompania karabinów maszynowych przeciwlotniczych a. 2 plutony
- kompania saperów a. 2 plutony
- pluton moździerzy 120 mm
- pluton zwiadu konnego
- pluton zwiadu pieszego
- pluton przeciwgazowy
- kompania sanitarna
- ambulans weterynaryjny
- kompania przewozowa
- oddział gospodarczy
- warsztaty zaopatrzenia bojowego i taborowego

Każdy z trzech batalionów piechoty składał się z następujących pododdziałów:
- Dowództwo
- 3 kompanie strzeleckie a. 3 plutony i drużyna moździerzy (dwa 50 mm moździerze)
- kompania ciężkich karabinów maszynowych a. 3 plutony a. 4 ckm
- pluton moździerzy 82 mm a. 2 działony
- pluton łączności
- pluton sanitarny
- pluton zaopatrzenia

Pułk piechoty liczył 139 oficerów oraz 2.694 podoficerów i szeregowców.

### Organizacja pułku artylerii
- Dowództwo
- bateria sztabowa
- pluton łączności
- pluton zwiadowczy
- pluton topograficzno-ogniowy
- pluton transportowy
- 2 dywizjony artylerii
  - 1 bateria haubic 122mm z 4 działonami
  - 2 baterie armat 76mm w każdej 4 działony
- ambulans sanitarny
- ambulans weterynaryjny
- warsztat rusznikarski

Pułk artylerii lekkiej liczył 85 oficerów oraz 970 podoficerów i szeregowców.

## Stan etatowy i uzbrojenie dywizji
Zgodnie z etatem dywizja piechoty liczyć miała 686 oficerów oraz 10.874 podoficerów i szeregowych, a także 2.650 koni.
Na uzbrojeniu dywizji miało być:
- rkm
- ckm
- 9 wkm 12,7mm
- 54 moździerze 50mm
- 18 moździerzy 82mm
- 6 moździerzy 120mm
- 18 armat ppanc 45mm
- 12 armat piechoty 76,2mm
- 16 armat polowych 76,2mm
- 8 haubic 122mm
- 6 armat plot 37mm
- 4 armaty plot 76,2mm